# Burg Hayn
Die Burg Hayn, auch Hain oder Dreieichenhain genannt, ist die hochmittelalterliche Ruine einer Niederungsburg (Turmburg) in Dreieichenhain, einem Stadtteil der hessischen Stadt Dreieich, im Landkreis Offenbach.

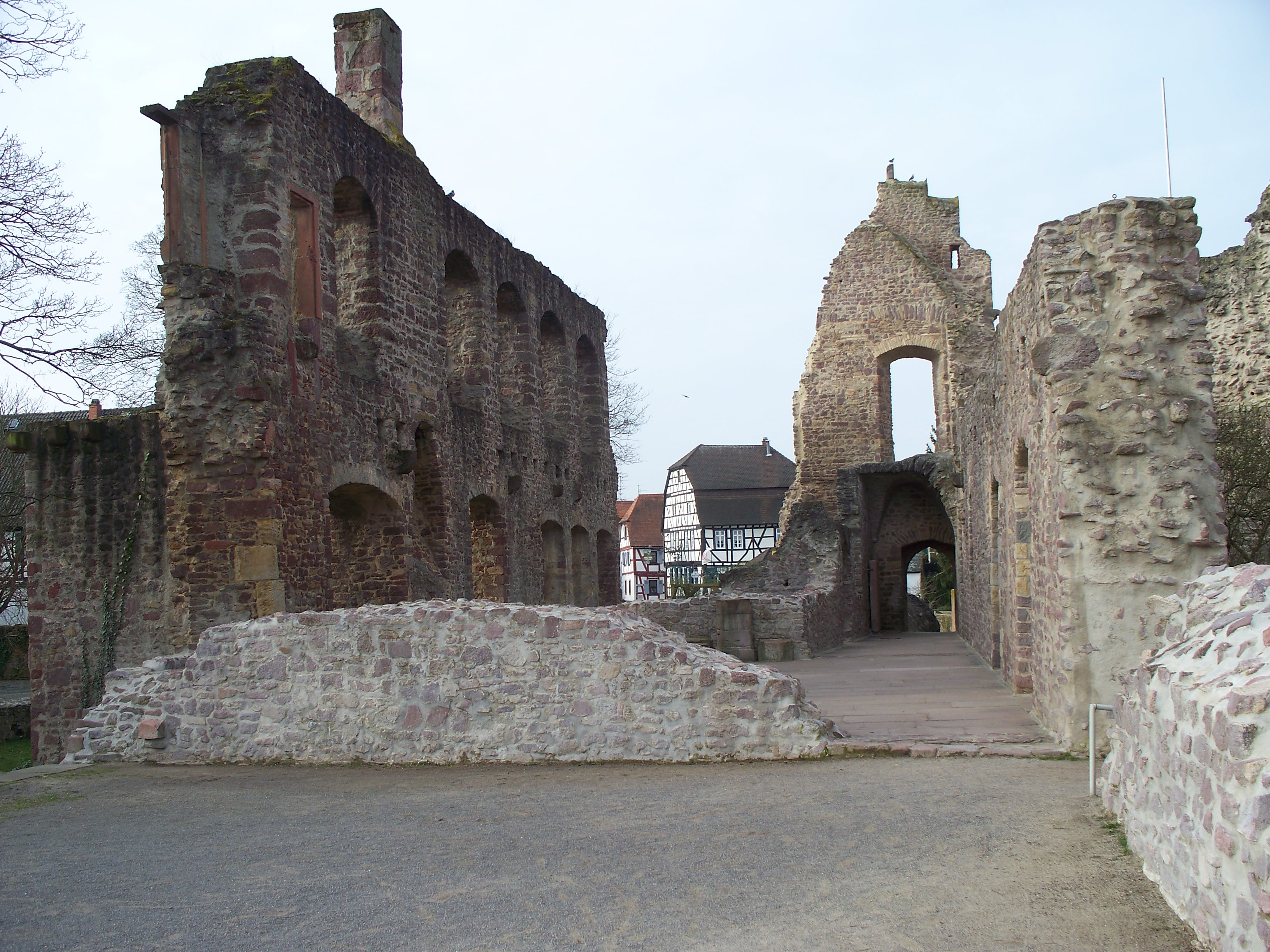
Überreste des Palas

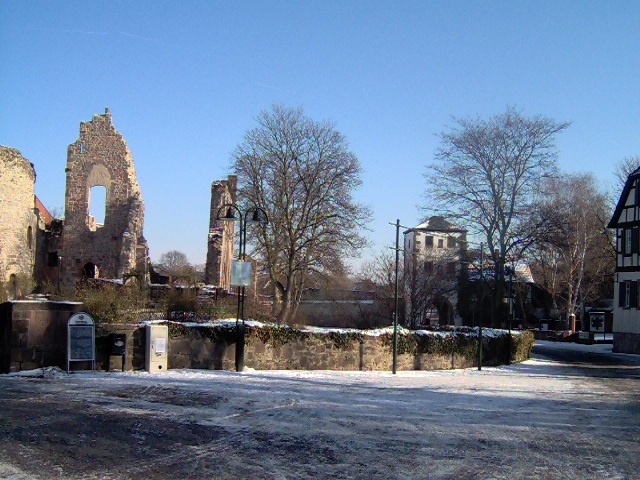
Blick aus der Altstadt, rechts das Untertor

## Geschichte
Die Burg war der Sitz der Reichsvögte, die im Auftrag des Kaisers von hier aus den Wildbann Dreieich verwalteten.

### Entstehung
Der Sage nach soll das alte Jagdhaus, Vorgänger der Burg, von Karl dem Großen gegründet worden sein. Das Hengstbach-Tal soll ihm so gut gefallen haben, dass er beschloss, hier sein Jagdhaus zu errichten. Karls vierte Ehefrau Fastrada soll einen Zauberring besessen und hier in den Burgteich versenkt haben. Der Kaiser sei dadurch an dieses Jagdhaus im Hain magisch gebunden gewesen und machte es zu seinem Lieblings-Jagdplatz.
Älterer Tradition nach bestand so bereits ab dem 9. Jahrhundert ein einfaches Jagdhaus als Mittelpunkt des Wildbannforstes Dreieich im heutigen Dreieichenhain, das um 950 zu einem königlichen Jagdhof aus Steingebäuden mit Schutzgraben ausgebaut worden sein soll. Die frühe Datierung in das 9. und 10. Jahrhundert wird in der neueren wissenschaftlichen Forschung inzwischen bestritten und eine Entstehung in die Zeit der Salier, also in die erste Hälfte des 11. Jahrhunderts, vermutet.
Der von einem Graben umgebene Königs- und Vogthof bestand aus mehreren Steinbauten, Pferde- und Hundeställen und einem (wahrscheinlich) zweistöckigen Herrenhaus, das dem König als Unterkunft diente. König und Gefolge verweilten hier zur Jagd.

### Hagen-Münzenberg
Urkundlich erwähnt wird 1076 Eberhard von Hagen, der erste Vogt der Dreieich und enger Vertrauter Kaiser Heinrichs IV. Mit der Übernahme seines Vogtamtes nannte sich Eberhard und später seine Nachkommen nach dem Jagdhaus von Hagen. Hagen bedeutet im althochdeutschen so viel wie „umschlossener Hof“. Amt und Burg wurden als Lehen an die von Hagen-Münzenberg vergeben.
Eberhard von Hagen erbaute um 1080 einen fünfstöckigen Wohnturm auf einer kleinen Insel (30 × 40 m) im Hengstbach am Jagdhof. Der Wohnturm hatte im Untergeschoss eine Mauerdicke von 2,80 m auf einer Fläche von 12,50 × 13,20 m, war ca. 25 m hoch und von einer hohen Ringmauer und einem breiten Wassergraben umgeben.
Die zur Stammburg der einflussreichen Herren von Hagen-Münzenberg gewordene Anlage wurde am Ende des 12. Jahrhunderts, in der Regierungszeit der Staufer, ausgebaut. Der Wohnturm wurde dabei in die Burgmauer einbezogen. Hinzu kamen ein runder Bergfried, ein romanischer Palas und eine dem Heiligen Pankratius geweihte Kapelle. Die Burgmauer wurde von einem breiten Wassergraben umzogen. Den Schutz gewährleisteten Burgmannen, deren Hofreiten außerhalb der Burg standen. Neben der Burg entstand ein Fronhof (heute Restaurant Faselstall) mit Zwingern für Jagdhunde. Dreieichenhain wurde deshalb ironisch auch als „Des Heiligen Römischen Reiches Deutscher Nation Hundestall“ bezeichnet. Eine Stadtmauer mit Wall und Graben umschloss die entstehende Stadt. Das romanische Stadttor – die spätere Mittelpforte, heute nicht mehr existent – war der einzige Zugang zu Burg und Stadt.

### Münzenberger Erbschaft
Mit dem Aussterben der Herren von Hagen-Münzenberg im Jahre 1255 erfolgte die Münzenberger Erbschaft. Die Burg wurde von mehreren Erben gemeinsam verwaltet und so zur Ganerbenburg. Bis 1286 konnten die Herren von Falkenstein zu fünf Sechsteln die Burg übernehmen, ein Sechstel verblieb bei Hanau. Die Burg wurde in der Folgezeit ausgebaut. Der Palas und die Kirche wurden vergrößert, eine kleine Schule und das Burgmannenhaus der Bellersheim wurden errichtet. Ein mächtiger Torturm sicherte den Zugang zur Burg.
Ab 1256 ist urkundlich der Ort Hayn nachgewiesen, der sich um die Burg herum entwickelte. Hier wohnten vorwiegend Bedienstete des Wildbannes.
1418 starben die Falkensteiner aus. Nach einer Erbteilung ging deren Anteil an die Herren von Isenburg und Sayn. 1460 brannte der salische Wohnturm aus. Graf Ludwig II. von Isenburg erwarb 1486 den Sayn'schen Anteil an der Burg. Durch weitere Umbauten erhielt die Burg eine spätgotische Prägung, wurde als Residenz dann aber aufgegeben.

### Neuzeit
Der Hanauer Anteil von einem Sechstel wurde 1701 mit Isenburg gegen ein Drittel von Dudenhofen eingetauscht, so dass die Burg nun ganz den Isenburgern gehörte. Im 18. Jahrhundert wurde sie als Steinbruch verwendet. Der nun alleinige Eigentümer der Burg, der Graf von Isenburg-Philippseich, konnte nach einem sechsjährigen Rechtsstreit den weiteren Abriss der Burg vorläufig verhindern. 1750 stürzte der Wohnturm in sich zusammen. Nur eine Wand (22 m) blieb erhalten. 1773 wurde die Kirche der von den Grafen von Isenburg gegründete Hugenotten-Siedlung Neu-Isenburg auch aus Einsturztrümmern der Ruine des Wohnturms errichtet. Steine aus Palas und Bergfried wurden am Ende des 18. Jahrhunderts für den Straßenbau verwendet.
1816 fiel der inzwischen zum Fürstentum avancierte Kleinstaat der Isenburger an das Großherzogtum Hessen. Die Burgruine Hayn fiel bei der vermögensrechtlichen Auseinandersetzung zwischen Isenburg und dem Großherzogtum in das Privatvermögen der Fürsten. Die Isenburger verkauften die Burg 1931 an den Geschichts- und Heimatverein Dreieichenhain e. V.

## Kulturdenkmal
Die Burganlage ist ein Kulturdenkmal nach dem Hessischen Denkmalschutzgesetz. Die Reste des Wohnturms zählen in Deutschland zu den am besten erhaltenen Profanbauten aus der Salierzeit.
Der Palas und der Bergfried sind noch erhalten. Die Westwand der Turmburg in Verbindung mit dem Burggarten der Anlage dient als Kulisse für die seit 1924 bestehenden Burgfestspiele. In der Burg befindet sich ein Heimatmuseum („Dreieich-Museum“).
An der Stelle der heutigen Burgkirche befanden sich zunächst kleinere Kapellen, zuletzt eine um 1300 umgebaute frühgotische Saalkirche. Diese brannte am 27. Dezember 1669 nieder. Die zum Ersten Advent 1718 geweihte Burgkirche wurde zum 300. Jahrestag renoviert und um eine Sakristei ergänzt.